# LemON (альбом)
LemON — дебютний альбом музичного гурту LemON, який вийшов 27 листопада 2012 року.
Пісні альбому польською, лемківською та українською мовами. Є два кавери: All You Need Is Love The Beatles та «Без бою» Океан Ельзи.
Промо-синглом альбому стала пісня «Będę z Tobą».

## Список пісень
1. «Litaj ptaszko (Prolog)» — 1:04
2. «Litaj ptaszko» — 2:40
3. «Teplo» — 3:17
4. «Wiej» — 3:03
5. «Dewiat» — 2:53
6. «Lżejszy» — 3:53
7. «Napraw» — 3:11
8. «All You Need Is Love» — 3:27
9. «Bez boju» — 4:51
10. «Będę z Tobą» (Live) — 2:52
11. «Pizno» — 6:37
12. «Nice (Epilog)» (& Marcin Kuczewski) — 4:04
13. «Będę z Tobą» (Radio Edit) — 3:04
14. «Wiem, że nie śpisz» — 2:49